# Trentino Basket Cup 2012
Il Torneo Trentino Basket Cup 2012 si è svolto dal 25 al 27 luglio 2012.

Gli incontri si sono svolti nella città di Trento nell'omonimo impianto.

## Squadre partecipanti
1. Bosnia ed Erzegovina
2. Finlandia
3. Italia
4. Montenegro

## Risultati
Prima giornata
| Trento 25 luglio 2012 | Bosnia ed Erzegovina | 83 – 81 | Montenegro | PalaTrento |

| Trento 25 luglio 2012 | Italia | 79 – 71 | Finlandia | PalaTrento |

Seconda giornata
| Trento 26 luglio 2012 | Montenegro | 75 – 68 | Finlandia | PalaTrento |

| Trento 26 luglio 2012 | Italia | 84 – 81 | Bosnia ed Erzegovina | PalaTrento |

Terza giornata
| Trento 27 luglio 2012 | Finlandia | 86 – 74 | Bosnia ed Erzegovina | PalaTrento |

| Trento 27 luglio 2012 | Italia | 84 – 73 | Montenegro | PalaTrento |

## Classifica
| Pos. | Team                 | Punti |
| ---- | -------------------- | ----- |
| 1    | Italia               | 6     |
| 2    | Montenegro           | 2     |
| 3    | Finlandia            | 2     |
| 4    | Bosnia ed Erzegovina | 2     |